# Brigatinib
El brigatinib, que se vende bajo el nombre comercial de Alunbrig entre otros, es un medicamento utilizado para tratar el cáncer de pulmón no microcítico  . En concreto, se utiliza para los casos metastásicos que son ALK-positivos .  Se toma por vía oral  .
Los efectos secundarios más comunes son diarrea, cansancio, náuseas, erupciones cutáneas, dolor muscular, dolor de cabeza, hipertensión arterial y dificultad para respirar . Otros efectos secundarios pueden ser neumonitis, problemas de visión, descomposición muscular, pancreatitis, hiperglucemia y quemaduras solares . Su uso durante el embarazo puede dañar al bebé . Es un inhibidor de la tirosina quinasa que bloquea el ALK .
El brigatinib se aprobó para uso médico en Estados Unidos en 2017 y en Europa en 2018  . En el Reino Unido, 4 semanas de medicación cuestan al NHS unas 4.900 libras esterlinas a partir de 2021 . Esta cantidad en Estados Unidos es de unos 17.400  dólares estadounidenses .